# Věra Řepková

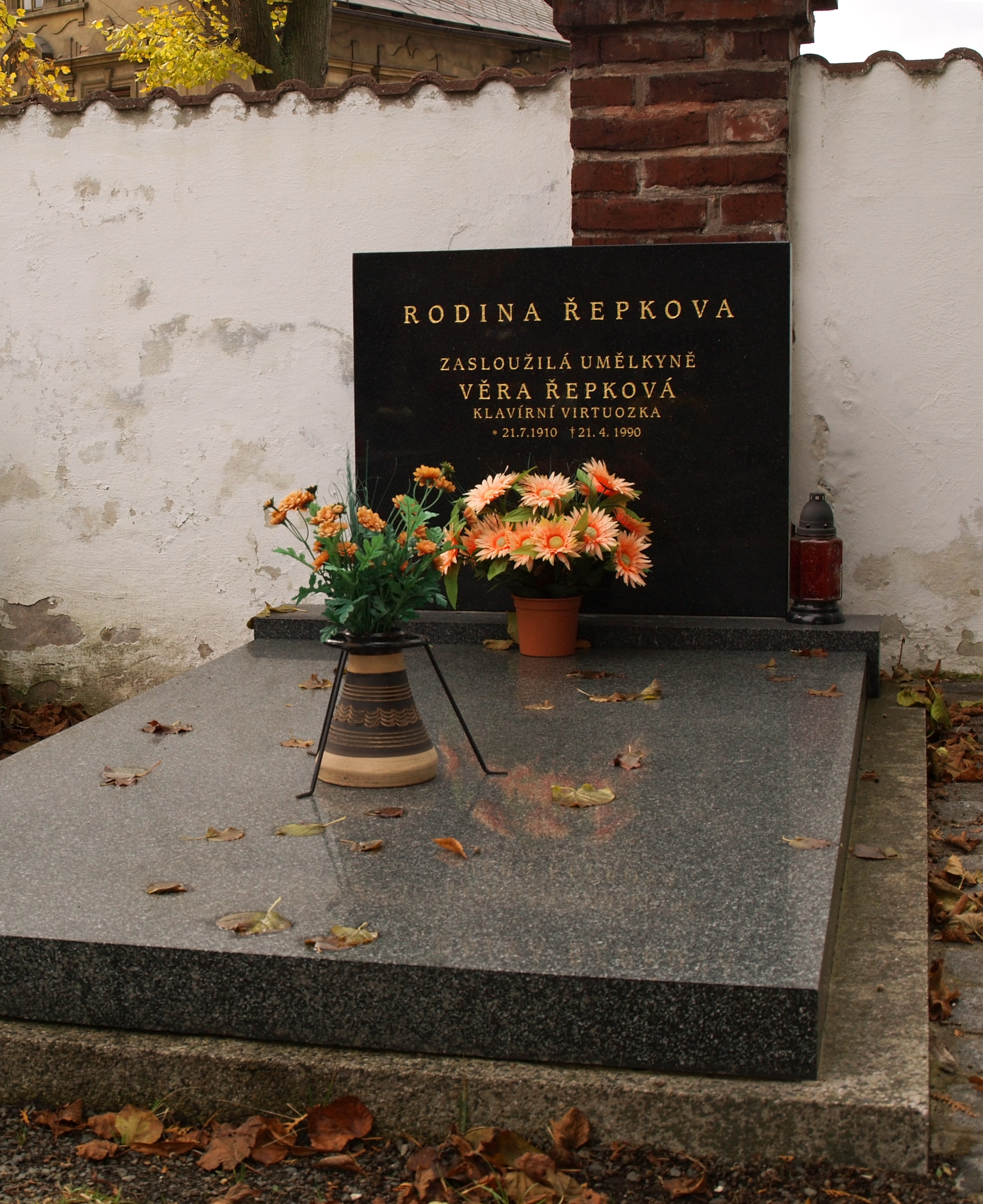
Hrob Věry Řepkové v Košťálově

Věra Řepková (21. července 1910 Držkov – 3. května 1990 Košťálov) byla česká klavíristka.

## Život
Narodila se jako čtvrté dítě v rodině učitele v Držkově a hudebníka Antonína Řepky a jeho manželky Marie, rozené Kotrbové. V roce 1914 se rodina přestěhovala do Bohdalovic, kde se začala učit hrát na klavír. Koncertně poprvé vystupovala v šesti letech.
Jako výjimečný talent byla přijata na mistrovskou klavírní školu Pražské konzervatoře, bez toho, že by musela Konzervatoř absolvovat. Studium ukončila v roce 1928. Od roku 1929 až do roku 1964 byla zaměstnána jako sólistka v Československém rozhlasu (Ostrava, Košice, Brno, Praha).
Od roku 1969 do smrti žila v Košťálově, kde je též pochována.

## Dílo
Jednalo se o významnou propagátorku klavírního díla českého skladatele Bedřicha Smetany, stala se první českou klavíristkou, která toto dílo nastudovala kompletně. Společně s Dr. Mirko Očadlíkem pořádala po celém Československu klavírní recitály Smetanovy hudby. Celkem nahrála přes 10 000 skladeb od více než 1 000 autorů.

## Ocenění
Za své dílo získala např. dvakrát Státní cenu (1948 a 1952) a titul zasloužilá umělkyně (1960).